# Dziewczyna z komputera (film)
Dziewczyna z komputera (ang. Weird Science) – amerykański film komediowy z 1985 roku w reżyserii Johna Hughesa. Zdjęcia kręcono w stanie Illinois.

## Fabuła
Dwaj niezbyt lubiani przez rówieśników nastolatkowie, przy użyciu komputera, ożywiają lalkę. Chłopcy nadają jej cechy zeskanowane z rozmaitych fotosów. W ten sposób powstaje Lisa - dziewczyna doskonała: piękna, inteligentna i posiadająca magiczne zdolności. Z jej pomocą chłopcy zdobywają popularność wśród rówieśników.

## Obsada
- Kelly LeBrock - Lisa
- Anthony Michael Hall - Gary
- Judie Aronson - Hilly
- Suzanne Snyder - Deb
- Ilan Mitchell-Smith - Wyatt
- Robert Rusler - Max
- Vernon Wells - Lord
- Britt Leach - Al
- Robert Downey Jr. - Ian
- Bill Paxton - Chet

## Odbiór krytyczny
Film otrzymał mieszane recenzje; serwis Rotten Tomatoes w oparciu z opinie z 27 recenzji przyznał mu wynik 56%.